# Albert Marquet
Albert Marquet (Bordéus, 27 de março de 1875 – Paris, 13 de junho de 1947) foi um pintor fauvista francês.

## Os primeiros anos
Nasceu em Bordéus, uma cidade portuária francesa onde passou a maior parte da sua infância.
Mudou-se para Paris em 1890, ingressando ali numa escola de artes decorativas, onde se tornou amigo de Henri Matisse.
Em 1895, ingressou finalmente na École des Beaux-Arts, frequentando cursos de Gustave Moreau, um decadente artista cuja tradição romancista estava ultrapassada.
Nos anos seguintes concretizou diversas exposições no Salon des Indépendants, não tendo vendido quaisquer obras. Todavia, consolidou a sua carreira artística e ganho reconhecimento entre a aristocracia parisiense.
A maioria das suas obras, datadas deste período, seguiam uma linha impressionista, na qual provou o seu controlo do desenho e testou a distribuição da luz pela tela. São, aliás, desta época conhecidos variados estudos sobre a luz.

## O período fauvista
Junto com Henri Matisse, Maurice de Vlaminck, André Derain, Othon Friesz, Georges Rouault, Henri Manguin, Louis Valtat e Jean Puy, exibiu algumas das suas pinturas no Salon d'Automme.
Impressionados com as fortes tonalidades e a luz presente nas telas de Marquet e dos pintores que expuseram igualmente no Salon d'Automme, vários críticos de arte apelidaram-nos de "fauves" (em língua portuguesa feras), sendo assim criado o Fauvismo.
Embora sendo fauvista, Marquet não utilizava cores tão violentas ou brilhantes, usando e abusando dos cinzentos e do branco.
Concebeu, em 1907, junto com Henri Matisse, uma série de belas vistas de cidades francesas, onde, contrariamente a Matisse, manteve a aprazível técnica perspectivista. Enquanto Matisse distorcia as formas dos edifícios, entre outros, Marquet tendia em acentuá-las, criando uma espécie de "híper-realismo".

## As viagens pelo Norte de África
Do ano de 1907 ano até à sua morte, Marquet faz inúmeras viagens pela Europa e pelo Norte de África. Estas influenciaram muitas das suas mais conhecidas obras.
Aquando das suas viagens pelo Norte de África, permaneceu mesmo algum tempo na Tunísia, onde pintou, entre outras telas, Campos de flores, Tunísia, concebida em 1923. Desta época ficaram os quadros em que o seco castanho das areias desérticas contrasta com o vivo e frio azul do Mediterrâneo, cujas águas banham a Tunísia e todo o norte africano.
Nesta época sente-se uma repentina mudança da técnica fauvista para a realista e, posteriormente, para a impressionista.

## As viagens pela Europa
Contudo, a cidade que mais o impressionou foi Nápoles, uma grande e próspera metrópole italiana, cuja arte seguia caminho a "lume brando".
Nesta cidade, Marquet testou todas as suas capacidades a nível da luz e da cor, esta última muito presente e marcante no local. Acentuava os brilhos crepusculares no mar, denotava os reflexos da luz nas ondas e pequenas correntes marinhas, pontos estes que deixaram vários críticos e aficionados rendidos. As figuras humanas assemelhavam-se às dos quadros venezianos do settecento.
Mais uma das suas importantes viagens foi a que fez até à verde Alemanha. A sua predilecção pelo mar continuou, nesta época, presente, optando Marquet por retratar os grandes rios da Baviera, cujos verdes reflexos eram por si "santificados", chegando estes a ser mesmo mais notáveis que a própria paisagem.
Esta predilecção pela água e, em especial, pelo mar, é vulgarmente compreendida, já que Albert Marquet nasceu e passou a sua infância numa cidade portuária, nomeadamente Bordéus.
De volta à França, Marquet conseguiu, contrariamente aos primeiro anos do seu percurso artístico, grande sucesso comercial.
Parte então, em 1939, para a cidade de Londres onde participou numa exposição junto a Jean Puy.

## A simplificação da obra
Sempre conservando mutuamente as suas técnicas relativas à perspectiva, iniciou um período em que muito recorreu à simplificação da cena retratada por nivelamento, tornando, evidentemente, a sua pintura mais simples e directa. Muitas vezes, esta simplificação traduzia-se por um ligeiro cubismo ou abstraccionismo.
Este processo tornava, igualmente, o quadro mais fácil de pintar.

## O retorno aoRealismoe os últimos anos de vida
Durante a sua longa carreira artística, Marquet retornou várias vezes aos temas e movimentos que mais o marcavam, exceptuando uma série de nus que concebeu entre 1910 e 1914.
Tal aconteceu com o seu período realista que, mesmo sem grande prosperidade, vingou durante os últimos anos da sua vida, mais precisamente, durante a época Segunda Grande Guerra.
Faleceu, em 1947, dois anos depois desta ter fim.

## Galeria

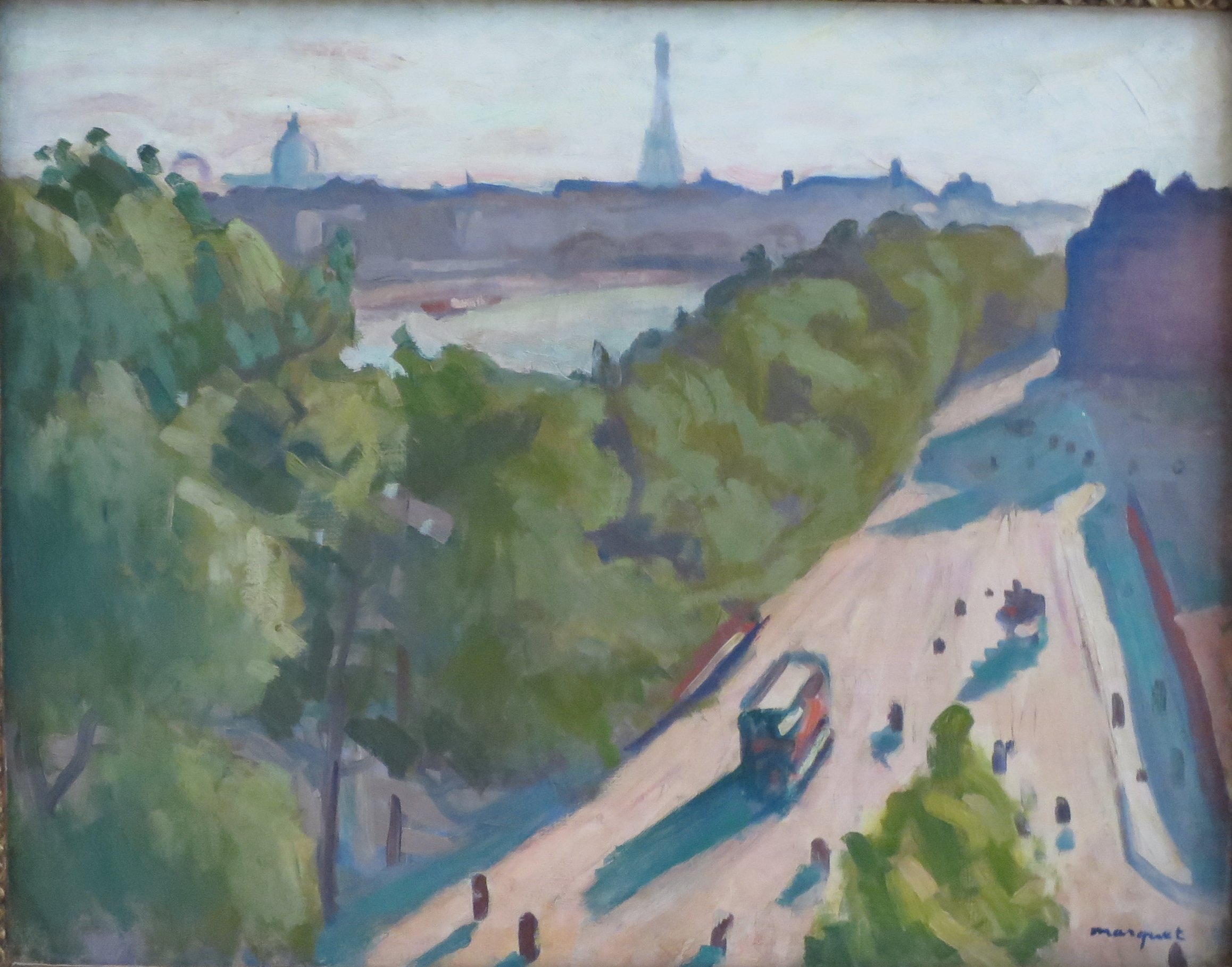
Quai du Louvre, Summer (c.1906)
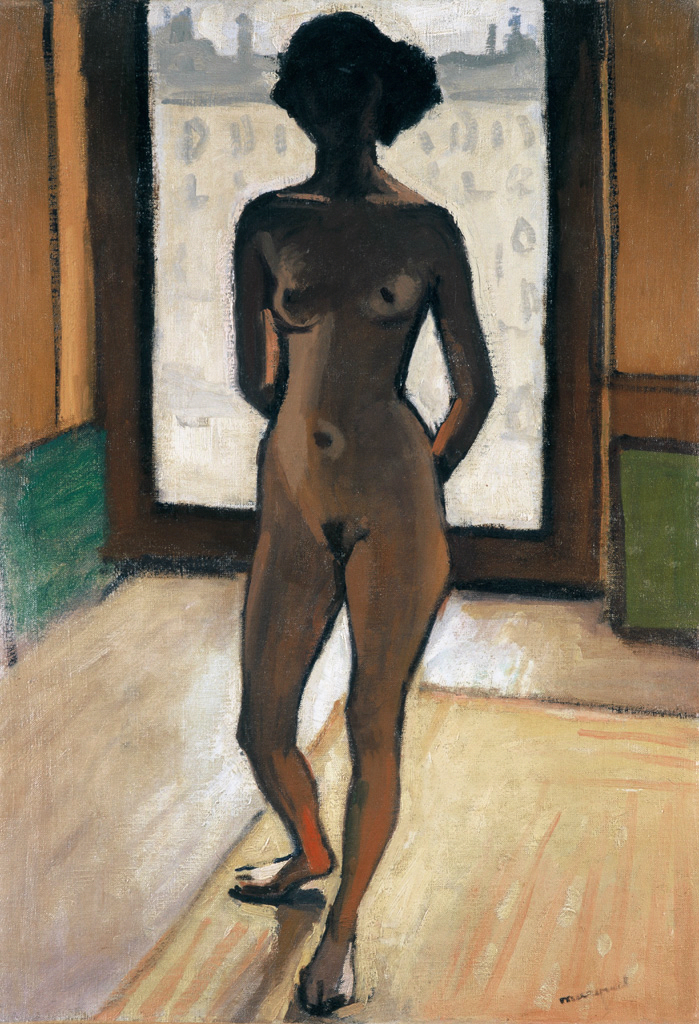
Nu en contre-jour (1909)
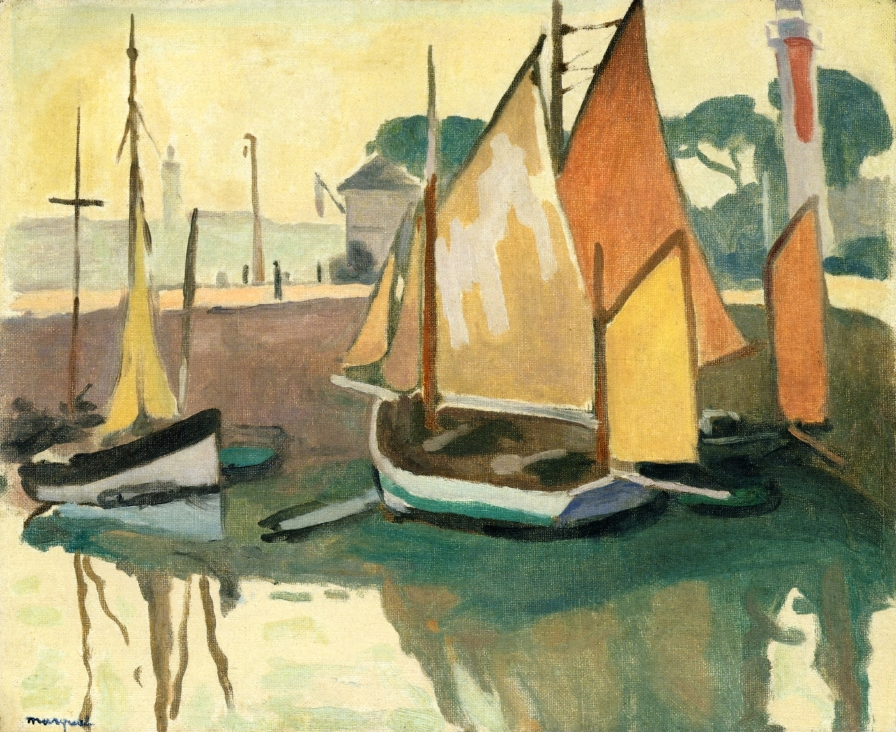
The Port of La Rochelle, Low Tide (920)
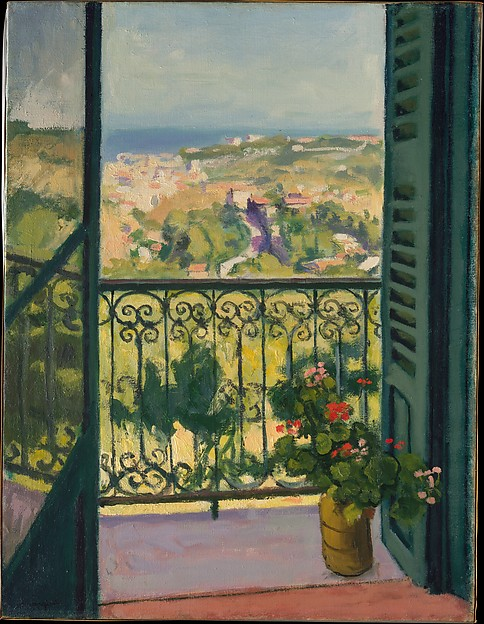
View from a Balcony (1945)